# Paul Reichelt

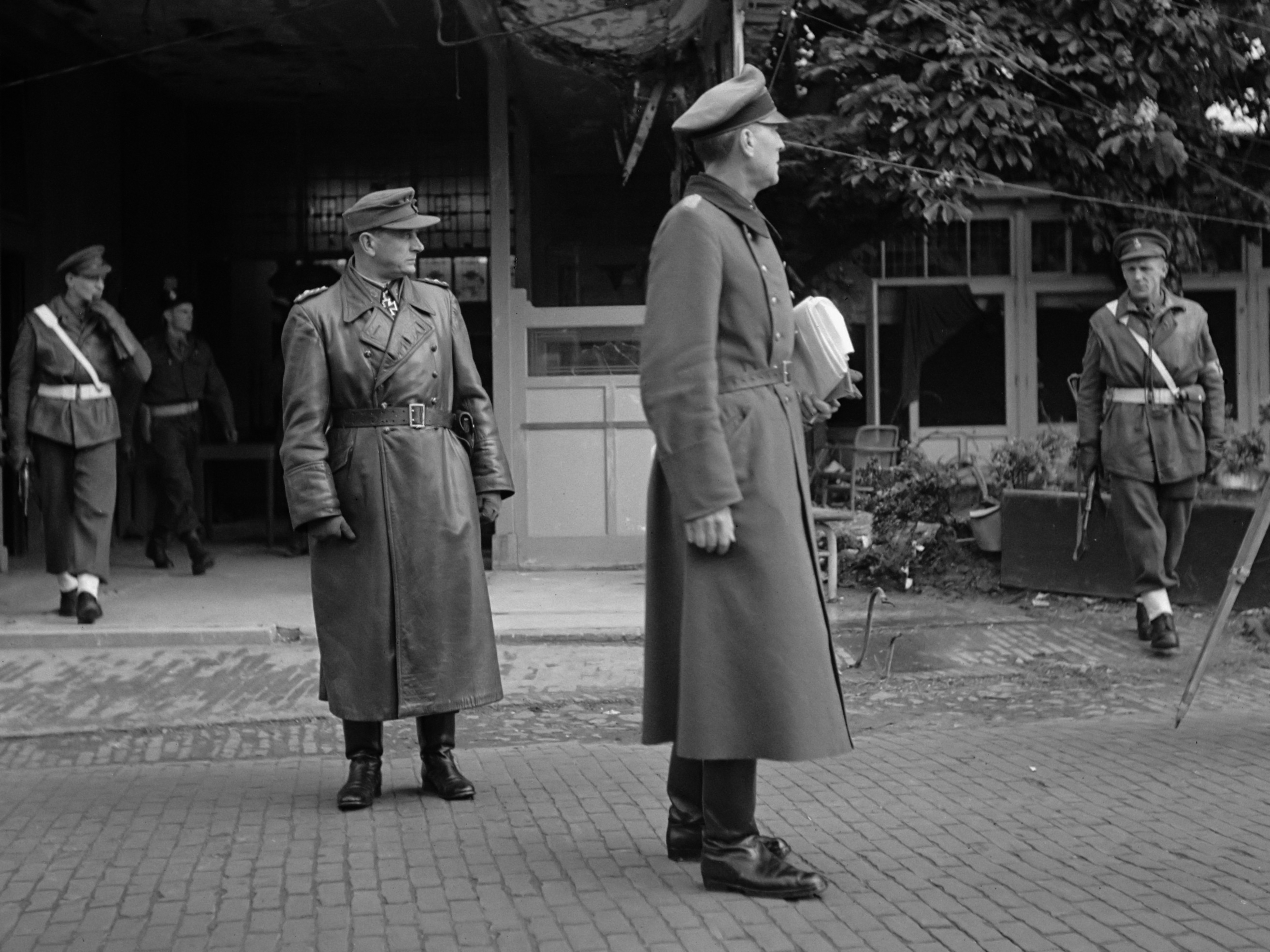
Im Vordergrund Generalmajor Paul Reichelt bei den Kapitulationsverhandlungen in Wageningen 1945

Paul Reichelt (* 29. März 1898 in Neusalza; † 15. Juli 1981 in München) war ein deutscher Offizier, zuletzt Generalleutnant der Wehrmacht und Generalmajor des Heeres der Bundeswehr.

## Leben
Reichelt, Sohn eines Zollbeamten, diente ab 25. September 1915 im Ersten Weltkrieg als Kriegsfreiwilliger in der königlich-sächsischen Armee in das Freiwilligen-Schützen-Regiment 108 ein und wurde nach Kriegsende in die Reichswehr übernommen. Dort wurde er Ende 1923 zum Leutnant im Infanterie-Regiment 11 befördert.
Von Mitte Oktober 1938 bis Ende 1941 war er im Range eines Oberstleutnants Generalstabsoffizier (Ia) der 7. Infanterie-Division. Anschließend übernahm er bis August 1943 den Posten des Chefs des Generalstabs beim IX. Armeekorps. Im März 1942 war er bereits zum Oberst befördert worden. Reichelt wurde kurzzeitig vom 21. Juni 1943 bis Mitte Juli 1943 Führer des Grenadier-Regiment 111 bei der 35. Infanterie-Division. Von Mitte August 1943 war er bis Dezember 1943 Chefs des Generalstabs beim XII. Armeekorps. Anschließend war er bis zum 13. März 1944 als Vertreter von Ralph Graf von Oriola Kommandeur der 299. Infanterie-Division. Anschließend war er, ab April 1944 Generalmajor, bis zur Auflösung Chef des Generalstabs der Armeeabteilung Narwa, Armeeabteilung Grasser und Armeeabteilung Kleffel. Vom 11. November 1944 bis zum 7. April 1945 war Reichelt bis zur Umstrukturierung Chef des Generalstabes der 25. Armee in Holland. Am 20. April 1945 wurde er noch zum Generalleutnant befördert und war vorher noch zum Chef des Generalstabs der Festung Holland, welche aus der 25. Armee hervorgegangen war, ernannt worden. Mit Kriegsende ging er in englische Kriegsgefangenschaft.
Nach seiner Entlassung war er im Labor Service aktiv. Er wurde am 1. März 1957 als Generalmajor in die Bundeswehr übernommen. Reichelt führte in der Bundeswehr vom 1. April 1957 bis 31. März 1959 als Kommandeur die 1. Panzerdivision in Hannover. Anschließend wurde er Inspizient der Grenadiere im Truppenamt des Heeres. Von Oktober 1959 bis Ende März 1962 war er als Nachfolger von Brigadegeneral Friedrich Übelhack Befehlshaber des Wehrbereichskommandos VI in München. Anschließend ging er in Ruhestand.

## Auszeichnungen (Auswahl)
- Eisernes Kreuz (1914) II. Klasse
- Verwundetenabzeichen (1918) in Schwarz
- Spange zum Eisernen Kreuz II. Klasse
- Eisernes Kreuz (1939) I. Klasse
- Deutsches Kreuz in Gold am 25. April 1942
- Ritterkreuz des Eisernen Kreuzes am 8. Oktober 1944[6]